# Некрытое
Некрытое (укр. Некрите; до 2016 г. — Червоный Лан) — село в Коропском районе Черниговской области Украины. Население — 11 человек.
Код КОАТУУ: 7422284303. Почтовый индекс: 16233. Телефонный код: +380 4656.

## Власть
Орган местного самоуправления — Лукновский сельский совет. Почтовый адрес: 16233, Черниговская обл., Коропский р-н, с. Лукново, ул. Мира, 52а.